# 超級機器人大戰L
《超級機器人大戰L》為南夢宮萬代遊戲以萬普名義發售的超級機器人大戰系列遊戲。簡稱「機戰L」「SRWL」。

## 概要
本作為Nintendo DS上第3款超級機器人大戰系列遊戲（連派生作在內是第7款）。全41話（連序章分支共55關）。
標題的「L」是《超級機器人大戰K》後一個作品的意思。故事的主題包含有「LINK、絆」的要素。
本作是Nintendo DS最后一部机战作品。基本用了NDS机能极限的机战作品。战斗动画比起前面几作 基本上达到PS2后期水准了。

## 參戰作品

### 一覽
參戰作品★標誌為系列作初參戰作品
- ★福音戰士新劇場版（ヱヴァンゲリヲン新劇場版）
- ★戰鬥吧！！伊庫薩1（戦え!!イクサー1）
- ★冒險！伊庫薩3（冒険!イクサー3）
- 新機動戰記GUNDAM W 無盡的華爾茲（新機動戦記ガンダムW Endless Waltz）
- 機動戰士GUNDAM SEED（機動戦士ガンダムSEED）
- 機動戰士GUNDAM SEED DESTINY（機動戦士ガンダムSEED DESTINY）
- 超力電磁俠（超電磁ロボ コン・バトラーV）
- 波羅五號（超電磁マシーン ボルテスV）
- 新大空魔龍（ガイキング LEGEND OF DAIKU-MARYU）
- 鋼鐵神吉克（鋼鉄神ジーグ）
- ★獸裝機攻斷空我NOVA（獣装機攻ダンクーガノヴァ）
- 魔神凱撒（マジンカイザー）
- 魔神凱撒 死鬥！暗黑大將軍（マジンカイザー 死闘!暗黒大将軍）
- 神魂合體（神魂合体ゴーダンナー!!）
- 神魂合體 SECOND SEASON（神魂合体ゴーダンナー!! SECOND SEASON）
- ★超時空要塞Frontier（マクロスF）
- ★武裝機甲（鉄のラインバレル）
- 萬普原創（バンプレストオリジナル）

### 解說
連關連作在內共個17作品。系列初參戰有《福音戰士新劇場版》、《戰鬥吧！！伊庫薩1》、《冒險！伊庫薩3》、《獸裝機攻斷空我NOVA》、《超時空要塞Frontier》、《武裝機甲》6個作品。
其中《福音戰士新劇場版》為《超級機器人大戰系列》中的異例，該作品為進行中的未完結作品（本作採用第2作《福音戰士新劇場版：破》的設定）。《武裝機甲》以動畫版參戰，但中島宗美的設定包含了部份原作漫畫版的要素。
故事以新參戰作品《超時空要塞Frontier》與《武裝機甲》為中心。

### 封面登場機體
- GoDannar 雙重驅動模式（神魂合体）
- 斷空我NOVA（獸裝機攻斷空我NOVA）
- 伊庫薩機器人（戰鬥吧！！伊庫薩1）
- 鋼鐵吉克（鋼鐵神吉克）
- （超力電磁俠）
- 凱王（新大空魔龍）
- VF-25F彌賽亞 早乙女·有人機（超時空要塞Frontier）
- 汎用人型決戰兵器 試驗初號機（福音戰士新劇場版）
- 命運GUNDAM（機動戰士GUNDAM SEED DESTINY）
- Linebarrel（武裝機甲）

## 原創
南雲一鷹（なぐも・いちたか）
搭乘機体：ラッシュバード
主角，15歳的少年，與《武裝機甲》的主角們同班。
AL-3アリス
搭乘機体：ラッシュバード（副駕駛者）
悠凪・グライフ（ゆうなぎ・グライフ）
搭乘機体：ストレイバード
HL-0ハルノ
搭乘機体：ストレイバード（副駕駛者）
クラール・グライフ

## 工作人員
製作人
宇田歩、寺田貴信、じっぱひとからげ、渡部隆、後藤能孝
總監
赤羽仁
原創機體設計
山根理宏、露木篤史
原創人物設計
Chiyoko
劇情繪圖
楠田文斗
編劇
光なる、岸本みゆき、小林徹也、中川直人、加藤陽一、野村彩、上原りょうこ
作曲／編曲
鶴田勇気、花田雅樹、Oahna

## 註解
1. ↑  Enterbrain《超級機器人大戰L Perfect Bible》

## 外部連結
- 超級機器人大戰L 官方網站 （页面存档备份，存于）